# 金融探偵
『金融探偵』（きんゆうたんてい）は、池井戸潤の経済小説。連作短編集。『問題小説』（徳間書店）2002年4月号から2004年2月号にかけて7篇が連載され、2004年6月20日に同社より単行本が刊行された。2007年7月15日に徳間文庫版が刊行された
銀行の破綻によりキャリアを失った元銀行員・大原次郎が、行員の経験を活かし金融がらみのトラブルを解決する探偵業を始める銀行ミステリー。

## あらすじ
銀行はやめたけど
失業中の元行員・大原次郎は再就職に勤しむが、入居したアパートの大家・宮尾幹二から稼業の銭湯・天の湯へ銀行の融資を引き出せないか相談される。
プラスチック
雨の降る川崎市内の住宅街で和装の女性・狭山桂子を車ではねた次郎は事故のショックで記憶が欠落した桂子のため夫・康男を探すが、病室から桂子が突如いなくなってしまう。
眼
27歳の建築士・橘田有一は角膜移植を境に記憶にないコンクリート壁に囲まれた白い塔、微笑む可憐な女性の写真が時より幻覚として現れるようになり困惑するが、渋谷の住宅街で幻覚と同じ白い塔を見つける。
誰のノート？
次郎は梨香の通う女子大の美術史講師・戸川耀子から亡くなった叔父で画家の戸川譲が契約していた貸金庫の解約を依頼され、保管されていた古い三冊のノートと耀子宛ての譲からの手紙を回収する。
藤村の家計簿
次郎は戸川耀子から件の古い三冊のノートを祖父で高名な画家であった戸川洋二に売りつけたと思われる山瀬某なる人物を探し出すよう依頼される。
人事を尽くして
次郎は突然アパートを訪ねてきた朔田塗装の社長・朔田月男から貸し剥がしをした主力銀行へ一泡吹かせる目的で計画倒産の指南を懇願される。その主力銀行とは次郎が中途採用の面接中の川崎商業銀行であった。
常連客
１か月前から１億円を要求する脅迫電話を受ける中古車ディーラーの社長・北沢から次郎は脅迫犯探しを依頼される。

## 登場人物
大原 次郎（おおはら じろう）
主人公。元東京産業銀行本店審査部の調査役。31歳。コープ宮尾に入居し再就職に勤しむが、金融がらみのトラブルを解決したのを契機に探偵業を始める。
宮尾 梨香（みやお りか）
コープ宮尾の大家夫婦の娘。女子大生。次郎に金融専門の探偵業を開業するよう後押しする。
宮尾 幹二（みやお かんじ）
コープ宮尾の大家。銭湯・天の湯の経営者。
宮尾 香代（みやお かよ）
幹二の妻。天の湯の経理を担う。
勝村孝一（かつむら こういち）
中原警察署交通課の制服警官。年輩の小男。

## 書籍情報
- 池井戸潤『金融探偵』
  - 単行本：徳間書店、2004年6月20日、ISBN 978-4-19-861871-1
  - 文庫本：徳間文庫、2007年7月15日、ISBN 978-4-19-892626-7

| タイトル         | 初出                             | 備考                   |
| ---------------- | -------------------------------- | ---------------------- |
| 銀行はやめたけど | 『問題小説』2002年4月号          | 「最初の依頼」より改題 |
| プラスチック     | 『問題小説』2002年7月号（前編）  |                        |
| プラスチック     | 『問題小説』2002年10月号（後編） |                        |
| 眼               | 『問題小説』2003年2月号          |                        |
| 誰のノート？     | 『問題小説』2003年5月号          |                        |
| 藤村の家計簿     | 『問題小説』2003年8月号          |                        |
| 人事を尽くして   | 『問題小説』2003年11月号         |                        |
| 常連客           | 『問題小説』2004年2月号          |                        |